# Marynopil (Polohy)
Marynopil (ukrainisch Маринопіль; russisch Маринополь Marinopol) ist ein Dorf im Osten der ukrainischen Oblast Saporischschja mit etwa 420 Einwohnern (2001).

## Geografie
Das Dorf mit einer Fläche von 1,6 km² liegt auf einer Höhe von 184 m 3 km südlich vom Gemeindezentrum Nowoslatopil, 23 km nordwestlich vom ehemaligen Rajonzentrum Rosiwka sowie 160 km südöstlich vom Oblastzentrum Saporischschja.

## Geschichte
Die Kolonie Nr. 26 wurde 1842 unter dem Namen Marienfeld im Bezirk Mariupol des Gouvernement Jekaterinoslaw von 23 aus Rheinhessen eingewanderten deutschen Familien lutherischer Konfession als Planer Kolonie gegründet. Ihren Namen Marienfeld erhielt die Kolonie zu Ehren der Ehefrau des damaligen russischen Kaisers Alexander II. Marie von Hessen-Darmstadt. Weitere 8 Familien kamen 1845 aus den lutherischen Pfarreien Grunau (Kolonie Nr. 6 – Alexandronewsk – heute im nordöstlichen Teil von Rosiwka) und Ludwigstal (Kolonie Nr. 19 – heute Sorja/Зоря) hinzu. Die Gründer errichteten unter anderem ein Gebetshaus und eine Schule. Ihnen stand eine Fläche von 1500 Morgen Land zur Bewirtschaftung zur Verfügung. Nachdem die Bolschewiki den Russischen Bürgerkrieg für sich entscheiden konnten und die Ukrainische SSR gegründet hatten, erhielt das Dorf 1922 seinen heutigen Namen. Zwischen 1925 und 1939 lag das Dorf im Luxemburgisch-deutschen Nationalrajon (Люксембургский немецкий национальный район) innerhalb des Okrug Mariupol (Мариупольский округ), der wiederum zwischen 1932 und 1939 in der Oblast Dnipropetrowsk lag. Mit Beginn des Deutsch-Sowjetischen Krieges wurde die deutsche Bevölkerung nach Zentralasien und Sibirien verbannt und die deutsche Geschichte der Kolonie fand ein Ende.
Am 5. April 2018 wurde das Dorf ein Teil der neugegründeten Siedlungsgemeinde Rosiwka, bis dahin war es ein Teil der Landratsgemeinde Nowoslatopil im Nordwesten des Rajons Rosiwka.
Am 17. Juli 2020 kam es im Zuge einer großen Rajonsreform zum Anschluss des Rajonsgebietes an den Rajon Polohy.

## Demografische Entwicklung
Quellen: bis 1922, 2001